# Vickers .50 inch Machine Gun
La Vickers .5 Machine Gun è una mitragliatrice pesante derivata dalla Vickers calibro .303 ma con maggiori dimensioni per l'impiego di cartucce calibro .5 pollici (12,7 × 81 mm rimless, da cui deriva l'italiana 12,7 × 81 mm SR), dello stesso calibro ma meno potente della statunitense .50 BMG.

## Mark I
La Vickers .5 Mark I fu il modello base, a partire dal quale vennero sviluppate le successive versioni.

## Mark II, IV e V
La Vickers .5 Mark II entró en servizio nel 1933 montata su alcuni carri armati britannici. Le Vickers Mark IV e Mark V erano delle versioni migliorate e vennero montate anche su dei camion durante la Campagna del Nordafrica e sui veicoli del Long Range Desert Group. Come armamento per veicoli blindati nel corso della seconda guerra mondiale venne sostituita dalla mitragliatrice Besa. La versione Mark VC venne prodotta negli Stati Uniti per essere utilizzata in alternativa alla Browning M2. La versione Mark IV ebbe anche un uso navale in configurazione binata ed ha equipaggiato posamine e dragamine. La versione Mark V in configurazione binata, realizzata per motosiluranti era comandata idraulicamente, con la pompa idraulica esterna alla mitragliera ed alimentata dal motore della motosilurante, ma ha equipaggiato anche alcune altre unità navali, quali LCS, cacciatorpediniere e corvette.

## Mark III
La Vickers .5 Mark III era la versione navale impiegata principalmente dalla Royal Navy come arma antiaerea, principalmente dalla Royal Navy e marine alleate generalmente in impianti quadrupli. Dimostratasi poco potente come arma antiaerea a corto raggio nei confronti degli aerei moderni, venne sostituita dal cannone automatico 20 mm Oerlikon.
Le grandi unità navali erano generalmente equipaggiate da quattro impianti quadrupli ma la portaerei Ark Royal ebbe in dotazione otto impianti quadrupli, mentre gli incrociatori erano equipaggiati da due a quattro impianti quadrupli e i cacciatorpediniere vennero equipaggiati con due impianti quadrupli.
Nel corso della seconda guerra mondiale la versione Mark III, in configurazione binata, ha equipaggiato anche unità di attacco rapido quali motocannoniere e motosiluranti.